# Roberto Missiroli
Roberto Missiroli (Ravenna, 1º febbraio 1954) è un montatore italiano.

## Biografia
Frequenta il DAMS di Bologna e poi si trasferisce a Roma dove inizia la sua attività di montatore.
Ha vinto il David di Donatello con i film La meglio gioventù e I cento passi e il Nastro d'argento per il miglior montaggio con La meglio gioventù. Ha montato i film Jack Frusciante è uscito dal gruppo, Meglio tardi che mai, I cento passi, Il vestito da sposa, Quando sei nato non puoi più nasconderti, Angela, L'uomo della carità, Per sempre, Sanguepazzo, Riparo, Fine pena mai.

## Filmografia parziale

### Cinema
- Corsa di primavera, regia di Giacomo Campiotti (1989)
- Verso sera, regia di Francesca Archibugi (1990)
- Per non dimenticare, regia di Massimo Martelli (1992)
- Il grande cocomero, regia di Francesca Archibugi (1993)
- L'unico paese al mondo, regia di Francesca Archibugi, Antonio Capuano, Marco Tullio Giordana, Daniele Luchetti, Mario Martone, Carlo Mazzacurati, Nanni Moretti, Marco Risi e Stefano Rulli (1994)
- Come due coccodrilli, regia di Giacomo Campiotti (1994)
- Barnabo delle montagne, regia di Mario Brenta (1994)
- Jack Frusciante è uscito dal gruppo, regia di Enza Negroni (1996)
- Muzungu, regia di Massimo Martelli (1999)
- I cento passi, regia di Marco Tullio Giordana (2000)
- Pier Paolo Pasolini e la ragione di un sogno, regia di Laura Betti (2001) - Documentario
- Angela, regia di Roberta Torre (2002)
- Il vestito da sposa, regia di Fiorella Infascelli (2003)
- La meglio gioventù, regia di Marco Tullio Giordana (2003)
- Tre giorni d'anarchia, regia di Vito Zagarrio (2004)
- Saimir, regia di Francesco Munzi (2004)
- Lo sguardo di Michelangelo, regia di Michelangelo Antonioni (2004) - Cortometraggio
- Kanzaman, regia di Barbara Galanti (2005) - Documentario
- Quando sei nato non puoi più nasconderti, regia di Marco Tullio Giordana (2005)
- Fine pena mai, regia di Davide Barletti Lorenzo Conte (2007)
- Sanguepazzo, regia di Marco Tullio Giordana (2008)
- Marpiccolo, regia di Alessandro Di Robilant (2009)
- Appartamento ad Atene, regia di Ruggero Dipaola (2012)
- Era d'estate, regia di Fiorella Infascelli (2016)
- L'Arminuta, regia di Giuseppe Bonito (2021)
- Noi anni luce, regia di Tiziano Russo (2023)

### Televisione
- Meglio tardi che mai (1999) - Film TV
- Una storia qualunque (2000) - Miniserie TV
- Giuseppe Moscati - L'amore che guarisce (2007) - Miniserie TV
- Le ali, regia di Andrea Porporati (2008) - Film TV
- Il sorteggio, regia di Giacomo Campiotti (2009) - Film TV
- Il mondo sulle spalle, regia di Nicola Campiotti - Film TV (2019)
- La guerra è finita, regia di Michele Soavi - Miniserie TV (2020)
- La sposa, regia di Giacomo Campiotti – Miniserie TV (2022)

## Premi e riconoscimenti
- David di Donatello
  - 2004 - Miglior montatore - La meglio gioventù

- Nastro d'argento
  - 2004 - Migliore montaggio - La meglio gioventù

- Ciak d'oro
  - 1990 - Candidatura a migliore montaggio - Corsa di primavera